# Hohenzollern Typ lm
Die Hohenzollern Typ lm der Westdeutschen Eisenbahn-Gesellschaft (WeEG) waren meterspurige vierachsige Mallet-Verbundlokomotiven. Sie verkehrten von 1899 an auf verschiedenen Strecken der Gesellschaft. Zeitweise waren sie bei der Kleinbahn Bremen–Tarmstedt beheimatet. Die Lokomotiven zählten als sogenannte leichte Malletlokomotiven der WeEG und waren bis 1952 im Einsatz.

## Geschichte
Nachdem von der Maschinenbau-Gesellschaft Karlsruhe 1897 die ersten Malletlokomotiven an die Albtalbahn geliefert wurden, beschaffte ab 1899  die WeEG zwei Lokomotiven der Bauart Mallet, die auf ebenen Strecken ein Zuggewicht von 557 t ziehen konnten.
Die WeEG gab den Lokomotiven anfangs die Bezeichnung 1 m und 2 m, wobei m die Bauart Mallet bedeutete. Da ab 1900 stärkere Lokomotiven mit geringfügig anderen Abmessungen beschafft wurden, wurde die Bezeichnung der Lokomotiven in 1 lm und 2 lm, analog leichte Mallet geändert.
Die WeEG setzte die Lokomotiven über 50 Jahre auf verschiedenen Strecken ein. Für die WeEG wird als Einsatzort anfangs das Bahnamt Horrem angegeben. Auch wurden die Lokomotiven mit der Härtsfeldbahn in Verbindung gebracht.
Im Laufe der Jahre sind die Lokomotiven öfter von Strecke zu Strecke versetzt worden. So werden die Euskirchener Kreisbahnen, die Geilenkirchener Kreisbahn, die Kleinbahn Bremen–Tarmstedt und die Engelskirchen-Marienheider Eisenbahn als Einsatzstellen angegeben.
Bei der Kleinbahn Bremen–Tarmstedt waren beide Lokomotiven zu unterschiedlichen Zeiträumen im Einsatz. Ab der 1930er Jahre erhielten sie einen Turbogenerator für die elektrische Beleuchtung. Ursprünglich wurde mit der Görlitzer Gewichtsbremse gebremst, später die indirekte Bremse eingeführt. Ab dem Zweiten Weltkrieg hatten die Lokomotiven geschweißte Wasserkästen.

## Konstruktion
Die hinteren beiden Achsen waren mit dem Hochdruck-Triebwerk fest im Rahmen gelagert, der als Innenrahmen ausgebildet war. Die vorderen beiden Achsen mit dem Niederdruck-Triebwerk waren in einem Drehgestell, das über einen Drehbolzen mit dem Hauptrahmen verbunden war, im Innenrahmen gelagert. Der Kessel stützte sich über Gleitplatten auf dem Drehgestell ab.
Die Lokomotiven hatten eine gedrungene Bauform mit geringem Achsstand, langem Schornstein und geringem Kesseldurchmesser. Die Steuerung erfolgte mit Flachschiebern, wobei die Schieberkästen schräg lagen. Die Loks besaßen zwei quaderförmige Sandkästen, die vom Führerstand manuell gesteuert wurden. Später wurden die Lokomotiven mit einer Leitung für die Dampfheizung ausgerüstet.
Beim Einsatz bei der Geilenkirchener Kreisbahn erhielten die Lokomotiven auf der Heizerseite zwei starke Ketten, mit denen Normalspurwagen auf die Rollbockanlage gezogen werden konnten.